# Мій хлопчик (фільм, 1921)
Мій хлопчик (англ. My Boy) — американська комедійна драма режисера Альберта Остіна 1921 року.

## Сюжет
Сирота тікає від імміграційної служби на острові Елліс і йде жити із капітаном старого корабля, який не може знайти роботу та платити орендну плату.

## У ролях
- Джекі Куган — Джекі Блер
- Клод Джиллінгуотер — капітан Біл
- Матільда Брунд — місіс Блер
- Петсі Маркс — маленька дівчинка
- Френк Хейес — орендодавець